# Woodland (Mississipi)
Woodland és una població dels Estats Units a l'estat de Mississipi. Segons el cens del 2000 tenia 159 habitants.

## Demografia
Segons el cens del 2000, Woodland tenia 159 habitants, 59 habitatges, i 42 famílies. La densitat de població era de 107,7 habitants per km².
Dels 59 habitatges en un 44,1% hi vivien nens de menys de 18 anys, en un 47,5% hi vivien parelles casades, en un 20,3% dones solteres, i en un 28,8% no eren unitats familiars. En el 25,4% dels habitatges hi vivien persones soles el 8,5% de les quals corresponia a persones de 65 anys o més que vivien soles. El nombre mitjà de persones vivint en cada habitatge era de 2,69 i el nombre mitjà de persones que vivien en cada família era de 3,19.
Per edats la població es repartia de la següent manera: un 33,3% tenia menys de 18 anys, un 10,1% entre 18 i 24, un 31,4% entre 25 i 44, un 13,8% de 45 a 60 i un 11,3% 65 anys o més.
L'edat mediana era de 30 anys. Per cada 100 dones de 18 o més anys hi havia 103,8 homes.
La renda mediana per habitatge era de 21.000 $ i la renda mediana per família de 26.250 $. Els homes tenien una renda mediana de 23.750 $ mentre que les dones 16.250 $. La renda per capita de la població era de 17.283 $. Entorn del 17,1% de les famílies i el 17,6% de la població estaven per davall del llindar de pobresa.

## Poblacions més properes
El següent diagrama mostra les poblacions més properes.